# Jan Czermieński
Jan Czermiński (Czermieński) herbu Ramułt – kustosz warszawski, kantor przemyski,  kanonik sandomierski i przemyski w 1539 roku, kanonik Krakowskiej Kapituły Katedralnej, pleban sanocki, pisarz królewski w 1532 roku, sekretarz królewski w 1545 roku.